# Badimiella
Badimiella är ett släkte av lavar. Badimiella ingår i familjen Pilocarpaceae, ordningen Lecanorales, klassen Lecanoromycetes, divisionen sporsäcksvampar och riket svampar.
|            | Micarea                                   |
|            |                                           |
|            | Lopadium                                  |
|            |                                           |
|            | Fellhanera                                |
|            |                                           |
|            | Fellhaneropsis                            |
|            |                                           |
|            | Septotrapelia                             |
|            |                                           |
| Badimiella | \| \| Badimiella pteridophila \| \| \| \| |
|            | \| \| Badimiella pteridophila \| \| \| \| |
|            | Tapellaria                                |
|            |                                           |
|            | Byssoloma                                 |
|            |                                           |
|            | Psilolechia                               |
|            |                                           |
|            | Calopadia                                 |
|            |                                           |
|            | Malcolmiella                              |
|            |                                           |
|            | Kantvilasia                               |
|            |                                           |
|            | Leimonis                                  |
|            |                                           |
|            | Badimiella pteridophila                   |
|            |                                           |

|  | Badimiella pteridophila |
|  |                         |